# Distretto di Kanzaki (Saga)
Il distretto di Kanzaki (神埼郡, Kanzaki-gun?) è uno dei distretti della prefettura di Saga, in Giappone.
Attualmente fa parte del distretto solo il comune di Yoshinogari.